# نومريان
ماركوس أوريليوس نوميريوس نومريانوس هو إمبراطور روماني حكم في سنتي 283 و 284، خلف الحكم من والده ماركوس أوريليوس كاروس ألذي أخذ العرش من بروبوس، نصبه والده كإمبراطور مشترك معه في الشرق قبل وفاته، فيما أصبح أخيه كارينوس الإمبراطور في الغرب. مات والده بشكل مفاجئ أثناء حملته ضد بلاد فارس. ألغى نومريان الحملة واستقر في حمص وثم إنتقل إلى سيزيكوس في آسيا الصغرى. حسب ما ذكره المورخين أنه أصيب بمرض مفاجئ في عينه أثناء تواجده في تراقيا وأثناء عودته إلى نيقوميديا توفي هناك ولا يعلم ان كان وفاته مدبر من قبل جنوده أو بسبب مرض. بعد وفاته قام الجيش بتنصيب دقلديانوس كإمبراطور على الشرق.

## النشأة وحكم كاروس
نومريان الابن الأصغر لكاروس. في عام 282، أعلنت جحافل نهر الدانوب الأعلى في رايتيا ونوريكوم والد الإمبراطور نومريان، الحاكم البريتوري ماركوس أوريليوس كاروس، بعد تمرد ضد الإمبراطور بروبوس، والذي قتل فيه الأخير. وفقًا لإحدى الروايات، كان كاروس قد تمرد بنفسه ضد الإمبراطور، وقرر جيش بروبوس المتمركز في سيرميوم (سريمسكا ميتروفيتشا، صربيا) أنهم لا يرغبون في محاربة كاروس واغتالوا إمبراطورهم بدلًا من ذلك. حسب هيستوريا أوغوستا ووجهة النظر التي قبلها جيبون، لم يكن كاروس مسؤولًا عن موت بروبوس، وأوقع عقوبة شديدة على القتلة. أراد كاروس البالغ من العمر ستين عامًا، تأسيس سلالة ورفع على الفور كارينوس ونومريان إلى رتبة قيصر.
في 283، ترك كاروس كارينوس مسؤولًا عن الغرب وانتقل مع نومريان وحاكمه البريتوري آريوس ابر إلى الشرق من أجل شن حرب ضد الإمبراطورية الساسانية. كان الساسانيون متورطين في نزاع على الخلافة منذ وفاة شابور ولم يكونوا في وضع يسمح لهم بصد تقدم كاروس. 
وفقًا لزوناراس ويوتروبيوس وفيستوس، حقق كاروس انتصارًا كبيرًا على الفرس، إذ استولى على سلوقية والعاصمة الساسانية قطسيفون (بالقرب من المدائن الحديثة، العراق)، وهي مدن تقع على ضفاف نهر دجلة. في الاحتفال، أخذ كل من نومريان وكاروس وكارينوس لقب الفارسي الأعظم. توفي كاروس في يوليو أو أوائل أغسطس من عام 283 م، بسبب صاعقة مزعومة.

### نومريان وكارينوس بصفتهم أوغوستيان
ترك موت كاروس نومريان وكارينوس بصفة الأوغستي الجديد. شق كارينوس طريقه سريعًا إلى روما من بلاد الغال، ووصل في يناير 284، بينما بقي نومريان في الشرق. كان الانسحاب الروماني من بلاد فارس منظمًا ودون معارضة، بالنسبة للملك الفارسي، بهرام الثاني، كان ما يزال يكافح من أجل تأسيس سلطته. 
بحلول مارس 284، كان نومريان قد وصل فقط إلى حمص في سوريا. بحلول نوفمبر، فقط آسيا الصغرى. في إميسا -على ما يبدو- كان ما يزال على قيد الحياة وبصحة جيدة، إذ أصدر النسخة الوحيدة المتبقية باسمه هناك. أُصدرت العملات المعدنية باسمه في قبرص في وقت ما قبل نهاية 284، ولكن من المستحيل معرفة ما إذا كان ما زال ظاهرًا للجمهور في تلك المرحلة.
بعد إميسا، أفاد موظفو نومريان، بما في ذلك ابر، أن نومريان عانى من التهاب في العين واضطر للسفر في حافلة مغلقة. عندما وصل الجيش إلى بيثينيا أو تريس، اشتم بعض جنود نومريان رائحة تشبه رائحة جثة متحللة منبعثة من الحافلة. فتحوا الستائر ووجدوا نومريان ميت. ومع ذلك، فإن جيبون رفض بسخرية التقرير الخاص برائحة تحلل نومريان: ألا يمكن العثور على مواد عطرية في المنزل الإمبراطوري؟ 